# Oleksij Mes

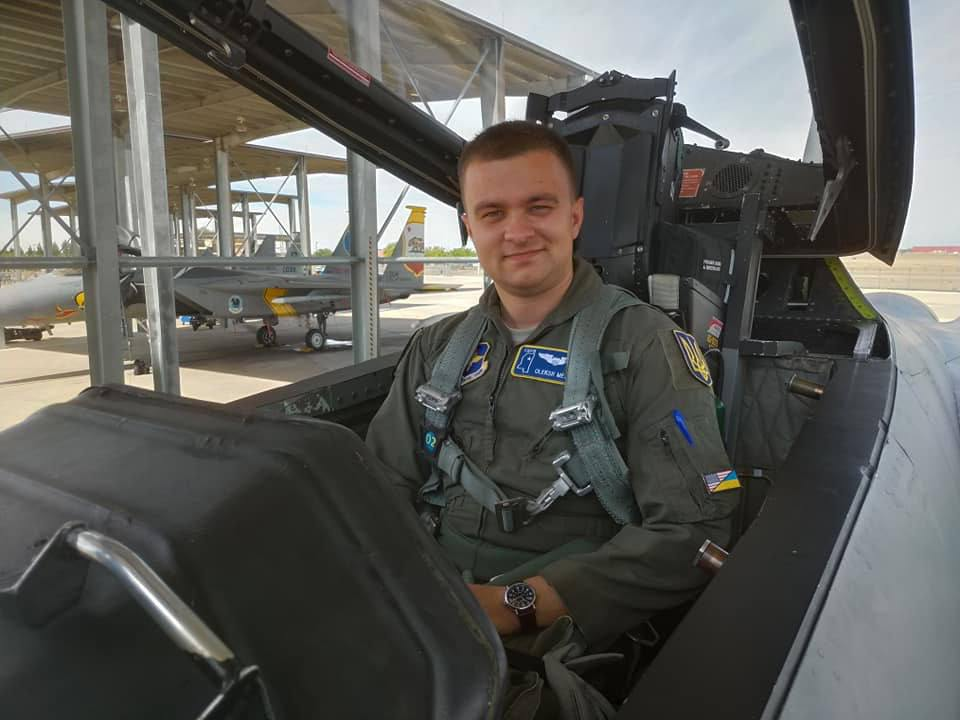
Oleksij Mes, Rufzeichen „Moonfish“, im Cockpit eines Kampfjets

Oleksij Serhijowytsch Mes (ukrainisch Олексій Сергійович Месь, englisch Oleksii Mes; * 20. Oktober 1993 in Schepetiwka; † 26. August 2024) war ein ukrainischer Kampfpilot mit dem Rufzeichen „Moonfish“ der Ukrainischen Luftstreitkräfte. Er starb bei der Verteidigung der Ukraine, als sein F-16-Kampfflugzeug während des Russisch-Ukrainischen Krieges abstürzte.

## Werdegang und Einsatzgeschichte
Als Kind war Mes Ministrant in der örtlichen Kirche der Geburt der Jungfrau Maria. Mes schloss sein Studium an der nach Iwan Koschedub benannten Nationalen Universität der Luftwaffe in Charkiw mit Auszeichnung ab. Anschließend leistete Mes im Rahmen eines Vertrags Militärdienst bei der ukrainischen Luftwaffe. Mes erhielt seinen Spitznamen „Moonfish“ nach eigener Aussage aufgrund eines merkwürdigen Falls während seiner Ausbildung, den er aber nie genauer erklären wollte. Am 7. September 2019 nahm Mes als Beobachter an der Luftbetankung eines F-15D-Eagle-Jägers des 144. Jagdgeschwaders der US Air National Guard teil. Der Flug fand im Rahmen eines Kooperationsprogramms zwischen der Ukraine und den USA statt. Mes war einer der ersten ukrainischen Piloten, die mit dem F-16-Training begannen. Davor war er Pilot und Kommandeur einer ukrainischen Staffel von Kampfflugzeugen des Typs MiG-29. Mes warb federführend zusammen mit dem ukrainischen Piloten Andrij Pilschtschykow, bekannt unter dem Rufzeichen „Juice“ in den USA für die Übergabe westlicher F-16-Kampfflugzeuge an die Ukraine.  Im September 2023 absolvierte Mes in Großbritannien ein F-16-Training. Er gab dem ukrainischen Fernsehen ein ausführliches Interview, in dem er den Prozess beschrieb. Des Weiteren absolvierte er eine mehrmonatige Ausbildung auf dem dänischen Militärflugplatz Skrydstrup. Bei den F-16 handelt es sich um eine der bedeutendsten Militärlieferungen der Verbündeten an die Ukraine während des Krieges. Die Piloten werden von vielen Menschen als Nationalhelden angesehen. Die ersten F-16 trafen Ende Juli oder Anfang August 2024 in der Ukraine ein. Ein Jahr nachdem ihre Verbündeten auf dem NATO-Gipfel in Vilnius die Kampfjet-Koalition gebildet hatten. Da die F-16 beschleunigt in den Dienst der ukrainischen Luftstreitkräfte gestellt wurde, kann dies ein Risiko für Zwischenfälle darstellen.

### Tod
Am 26. August 2024 stürzte die F-16AM  mit dem Luftfahrzeugkennzeichen 80-3600 bei einem der ersten Einsätze von F-16 durch die ukrainische Luftwaffe ab, wobei Mes ums Leben kam. Am 29. August bestätigte der ukrainische Generalstab den Verlust von Pilot und Flugzeug und gab an, die Maschine sei aus ungeklärten Gründen bei einem Kampfeinsatz abgestürzt. Die ukrainische Luftwaffe gab bekannt, dass Mes drei Marschflugkörper und eine Kampfdrohne zerstörte, bevor er bei dem Absturz ums Leben kam.
Der Vorfall fiel zeitlich mit einem groß angelegten russischen Raketenangriff über das ganze Land zusammen.

## Reaktionen
Der ukrainische Präsident Wolodymyr Selenskyj entließ nach dem Absturz den Kommandeur der ukrainischen Luftwaffe Mykola Oleschtschuk und versprach eine gründliche Untersuchung des Vorfalls.
Anatolij Chraptschynskyj, Pilot und ehemaliger Offizier der ukrainischen Luftwaffe, erklärte: „Der Verlust eines Piloten ist unglaublich schmerzlich, besonders weil er zu denen gehörte, die für das Recht der Ukraine auf F-16-Flugzeuge kämpfte.“
Ukrainische Militäranalytiker betonten, dass westliche Luftabwehrsysteme und F-16-Kampfflugzeuge noch nie unter so komplexen Bedingungen wie am Tag des Absturzes zusammengearbeitet hätten.

## Auszeichnungen
- Titel Held der Ukraine mit dem Orden des Goldenen Sterns (14. März 2025, posthum)[19]

- Medaille für den Militärdienst in der Ukraine (6. September 2022) – für persönlichen Mut und selbstloses Handeln, bewiesen bei der Verteidigung der staatlichen Souveränität und territorialen Integrität der Ukraine, Treue zum Militäreid.[20]